# Себоровице
Себорови́це (пол. Sieborowice) — село в Польше в сельской гмине Михаловице Краковского повета Малопольского воеводства.
Село располагается в 14 км от административного центра воеводства города Краков. Около села протекает река Длубня.
Село сформировалось в конце XIX века около усадьбы Закженьских, построенной в 1883 году.
В 1975—1998 годах деревня входила в состав Краковского воеводства.

## Население
По состоянию на 2013 год в селе проживало 349 человека.
| 2010 | 2013 |
| ---- | ---- |
| 323  | 349  |

| Перепись  | Всего   | Всего | Женщины | Женщины | Мужчины | Мужчины |
| --------- | ------- | ----- | ------- | ------- | ------- | ------- |
| Единицы   | человек | %     | человек | %       | человек | %       |
| Население | 349     | 100   | 180     |         | 169     |         |

## Достопримечательности

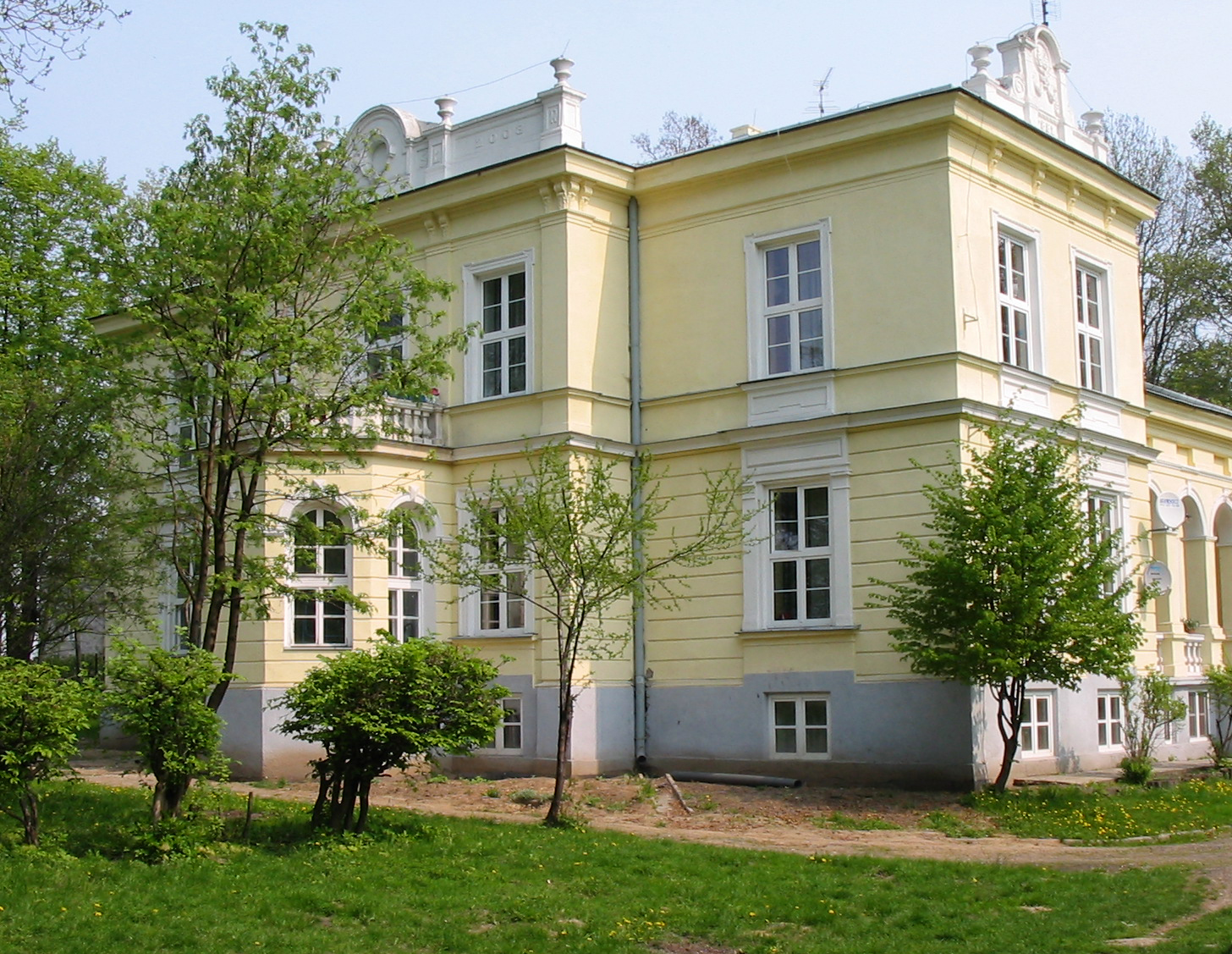
Усадьба

- Усадьба в Себоровице. Памятник культуры Малопольского воеводства (№ А-584[4]).